# 李隆俊
李隆俊（：／，1858年11月22日—1859年5月25日），是朝鲜王朝第25代君主哲宗的嫡长子，由哲仁王后所生。在《朝鲜王朝实录》上只称作元子，沒有記錄名字；而在《承政院日记》裡的記載中，哲宗選「隆俊」作為兒子的小名。

## 生平
哲宗九年（1858年）十月十七日申时，哲仁王后在昌德宫大造殿生下李隆俊。他出生後作為王妃的長子，而獲得元子之号。 十一月二十二日，观象监回報已確定建造元子胎室的吉地，位於江原道原州府酒泉面伏结山下壬坐丙向一地，並另擇吉日埋入元子胎室。翌年，哲宗十年（1859年）一月二十七日，元子誕生百日，哲宗前往大造殿，命益豐府院君洪在龍（朝鮮憲宗妃孝定王后的父親）、宗親、儀賓等人入侍，又召集承政院重臣以及許多外戚前來。哲宗請大臣決定元子的小名，領議政郑元容等人建議「洪」、「福」、「長」、「祿」等字，而哲宗想出「胤」、「重」、「隆」、「俊」，最後決定選「隆俊」兩字。 
哲宗十年（1859年）四月二十三日辰時，元子李隆俊未滿一歲夭折。翌日，哲宗宣布元子丧，並命兵曹判书等陪同举行国丧。

## 家族关系
- 父：朝鲜哲宗（1831年－1864年）
- 母：哲仁王后金氏（1837年－1878年）
- 異母妹：永惠翁主（1859年－1872年）